# Трибарчяй
Трибарчяй (лит. Tribarčiai) — деревня в Калварийском самоуправлении Мариямпольского уезда Литвы. Входит в состав Любавасского староства.

## География
Деревня расположена на юго-западе Литвы, в пределах Судувской возвышенности, к югу от реки Шешупе, на расстоянии приблизительно 25 километров к юго-западу от города Мариямполе, административного центра уезда. Абсолютная высота — 117 метров над уровнем моря.
Ближайшие населённые пункты: Жиогайчяй, Грандай, Ковай, Скайсчай, Папилякальняй, Сенабудис, Скайстеляй.
Климат
Климат деревни характеризуется как умеренно континентальный с чертами морского (Dfb в классификации климатов Кёппена).

## История
В 1827 году в деревне Тржибарце имелось 7 домов и проживало 76 человек.
В 1888 году в населённом пункте числилось 73 человека. В национальном составе 100 % составляли литовцы. В административном отношении деревня входила в состав гмины Любово Кальварийского уезда Сувалкской губернии.

## Население
По данным официальной переписи 2011 года численность населения Трибарчяя составляла 9 человек (4 мужчины и 5 женщин).